# Handroanthus selachidentatus
Handroanthus selachidentatus é uma espécie de árvore do gênero Handroanthus.